# NGC 4292
NGC 4292 é uma galáxia lenticular (SB0) localizada na direcção da constelação de Virgo. Possui uma declinação de +04° 35' 46" e uma ascensão recta de 12 horas, 21 minutos e 16,4 segundos.
A galáxia NGC 4292 foi descoberta em 7 de Abril de 1828 por John Herschel.